# Federica Girardello
Federica Girardello (Vittorio Veneto, 15 ottobre 1993) è un'attrice italiana.

## Filmografia

### Cinema
- Ipersonnia, regia di Alberto Mascia (2023)

### Televisione
- La porta rossa – serie TV, prima stagione (2017)
- Non uccidere – serie TV, episodio 2x22 (2018)
- Il paradiso delle signore – soap opera (2018-2020)
- Non mi lasciare – serie TV (2022)
- Màkari – serie TV, episodio 2x01 (2022)
- Doc - Nelle tue mani – serie TV, terza stagione (2024)

### Cortometraggi
- De visu, regia di Andrea Martelli (2012-2013)
- Narcissus, regia di Irene Casagrande (2014-2015)

## Teatrografia parziale

### Attrice
- Ragazze interrotte, regia di Edoardo Fainello (2009-2010)
- Il sogno di Shakespeare, regia di Edoardo Fainello (2010-2011)
- Humaniplicity, regia di Edoardo Fainello (2011-2012)
- A proposito di Chekov, regia e drammaturgia di Edoardo Fainello (2013-2014)
- Narcissus, regia e drammaturgia di Edoardo Fainello (2013-2014)
- Storia della ragazza che non doveva chiamarsi Veronica, regia e drammaturgia di Edoardo Fainello (2013-2014)
- Petrolio e Mascarpone, regia e drammaturgia di Edoardo Fainello (2014-2015)
- Julie (tratto da La signorina Julie di August Strindberg), regia e riadattamento di Edoardo Fainello (2014-2015)
- Macbeth di William Shakespeare, regia e riadattamento di Edoardo Fainello (2014-2015)
- Le donne di Tebe (tratto da Le Baccanti di Euripide), regia e drammaturgia di Edoardo Fainello (2014-2015)
- Sogno di una notte di mezza estate di William Shakespeare, regia di Edoardo Fainello (2015)

### Regia
- Coppia di donne (2013-2014)
- C'era una volta (2014-2015)